# I Don't Like the Drugs (But the Drugs Like Me)
«I Don't Like The Drugs (But The Drugs Like Me)» (En español: No me gustan las drogas [pero las drogas gustan de mí]) es el título de la novena canción del álbum Mechanical Animals, de la banda de música Marilyn Manson.
La canción se estrenó el 17 de febrero de 1999 y su duración es de 4 minutos, 36 segundos. La canción se utilizó en un episodio de la serie estadounidense: CSI: Crime Scene Investigation.

## Video musical
El video fue estrenado en 1999, muestra a Marilyn Manson crucificado, con el cabello blanco y corto. El video da a entender que Marilyn Manson huye de unos hombres misteriosos y sin cabeza, que lo persiguen hasta lograr que al final del video se lance de un puente y desaparezca. 
Mucha gente conoce el video [cita requerida] por la escena en donde unos médicos le amputan el brazo a Marilyn Manson y después sale corriendo. También se conoce por los efectos de los ojos que tienen los extras del video.